# OxT
OxT (pronunciación en japonés: /oꜜkɯ̥to/) es un grupo musical japonés firmado con Pony Canyon y Kadokawa. Consiste en el vocalista y guitarrista Masayoshi Ōishi y el guitarrista y compositor Tomohiro Ōshima (大嶋 文博 Ōshima Tomohiro?, nacido el 13 de mayo de 1985), conocido profesionalmente como Tom Hack (estilizado como Tom-H@ck). La unidad debutó en 2013, después de que los dos habían colaborado previamente en la serie de anime Daiya no Ace. Su música también ha aparecido en series como Overlord, Prince of Stride, Hand Shakers, SSSS.Gridman y Kage no Jitsuryokusha ni Naritakute!.

## Historia
Ōishi y Tom Hack colaboraron por primera vez en 2013, cuando trabajaron en la canción "Go Exceed", que se utilizó como el primer tema de apertura de la serie de anime Daiya no Ace. Al año siguiente volverían a colaborar con la canción "Perfect Hero", que se utilizó como el segundo tema de apertura de Daiya no Ace. Ambas canciones fueron acreditadas como "Tom Hack con Masayoshi Ōishi".
En 2015, Ōishi y Tom Hack formaron el grupo OxT; el nombre del grupo se pronuncia "okuto" en japonés. El primer lanzamiento de OxT fue el sencillo "Kimero!!" que salió el 20 de mayo de 2015; la canción se utilizó como el segundo tema de cierre de la segunda temporada de Daiya no Ace. Su segundo sencillo "Clattanoia" fue lanzado el 26 de agosto de 2015; la canción fue utilizada como tema de apertura de la serie de anime Overlord. Su tercer sencillo "Bloom of Youth" fue lanzado el 11 de noviembre de 2015; la canción se usó como el segundo tema de cierre de la segunda temporada de Daiya no Ace. Su cuarto sencillo "Strider's High" fue lanzado el 3 de febrero de 2016; la canción se usó como tema de apertura de la serie de anime Prince of Stride. El 2 de marzo de 2016, lanzaron una colección de sus canciones utilizadas en Daiya no Ace.
En enero de 2017, OxT lanzó el CD "Be The Best! Be The Blue!/Tears of a Genius" que se utilizó en una adaptación teatral de Daiya no Ace. Esto fue seguido por el lanzamiento de su quinto sencillo "One Hand Message" el 25 de enero de 2017; la canción se utilizó como tema de apertura de la serie de anime Hand Shakers. Su próximo lanzamiento fue su sexto sencillo "Number One" que salió el 17 de enero de 2018; la canción se usó en la obra de teatro de Daiya no Ace.
El séptimo sencillo de OxT "Go Cry Go" fue lanzado el 24 de enero de 2018; la canción se usó como tema de apertura para la segunda temporada de Overlord. Esto fue seguido por el lanzamiento de su octavo sencillo "Silent Solitude" el 8 de agosto de 2018; la canción se usó como tema final de la tercera temporada de Overlord. Lanzaron su primer álbum Hello New World el 23 de septiembre de 2018. Su noveno sencillo "Union" fue lanzado el 7 de noviembre de 2018; la canción se usó como tema de apertura de la serie de anime SSSS.Gridman. Lanzaron su décimo sencillo "Golden After School" el 17 de abril de 2019; la canción se utilizó como tema de cierre de la serie de anime Daiya no Ace: Act II. El 5 de febrero de 2020, la banda lanzó su undécimo sencillo "Everlasting Dream", la canción se usó como el cuarto tema de cierre de la serie de anime Daiya no Ace: Act II. Su duodécimo sencillo "Hollow Hunger" fue lanzado el 27 de julio de 2022; la canción se usó como el tema de apertura de la cuarta temporada de la serie de anime Overlord. Su decimotercer sencillo "Highest" se lanzará el 26 de octubre de 2022; la canción se usó como tema de apertura de la serie de anime Kage no Jitsuryokusha ni Naritakute!.

## Miembros
- Masayoshi Ōishi (大石 昌良 Ōishi Masayoshi?) — voz, guitarra
- Tomohiro Ōshima (大嶋文博 Ōshima Tomohiro?) / Tom-H@ck (トム-ハック Tomu-Hakku?) — productor, guitarra, compositor

## Discografía

### Álbumes
| Título                              | Detalles                                                                                               | Mejor posición | Mejor posición |
| Título                              | Detalles                                                                                               | JPN ORICON     | JPN Billboard  |
| ----------------------------------- | --- | -------------- | -------------- |
| OxT Complete Songs "Ace of Diamond" | - Lanzamiento: 2 de marzo de 2016 - Discográfica: Pony Canyon - Formato(s): CD, descarga digital       | 46             | 36             |
| Hello New World                     | - Lanzamiento: 12 de septiembre de 2018 - Discográfica: Kadokawa - Formato(s): CD, descarga digital    | 23             | 19             |
| Reunion                             | - Lanzamiento: 10 de septiembre de 2020 - Discográfica: Pony Canyon - Formato(s): CD, descarga digital | 22             | 24             |

### Sencillos
| Título                                          | Año  | Mejor posición | Ventas                                                          | Certificaciones                                                | Notas                                                                | Álbum                               |
| Título                                          | Año  | JPN Oricon     | Ventas                                                          | Certificaciones                                                | Notas                                                                | Álbum                               |
| ----------------------------------------------- | ---- | -------------- | --------------------------------------------------------------- | -------------------------------------------------------------- | -------------------------------------------------------------------- | ----------------------------------- |
| "Kimero!!"                                      | 2015 | 68             |                                                                 |                                                                | Primer tema de apertura de la segunda temporada de Daiya no Ace      | OxT Complete Songs "Ace of Diamond" |
| "Clattanoia"                                    | 2015 | 28             | Tema de apertura de la primera temporada de Overlord.           | Hello New World                                                |                                                                      |                                     |
| "Bloom of Youth"                                | 2015 | 51             | Segundo tema de cierre de la segunda temporada de Daiya no Ace. | OxT Complete Songs "Ace of Diamond"                            |                                                                      |                                     |
| "Strider's High"                                | 2016 | 31             | Tema de apertura de Prince of Stride: Alternative.              | Hello New World                                                |                                                                      |                                     |
| "Be The Best! Be The Blue! / Tears of a Genius" | 2017 | 116            |                                                                 | Reunion                                                        |                                                                      |                                     |
| "One Hand Message"                              | 2017 | 69             | Tema de apertura de Hand Shakers.                               | Hello New World                                                |                                                                      |                                     |
| "Number One"                                    | 2018 | —              |                                                                 | Reunion                                                        |                                                                      |                                     |
| "Go Cry Go"                                     | 2018 | 40             | Tema de apertura de la segunda temporada de Overlord.           | Hello New World                                                |                                                                      |                                     |
| "Silent Solitude"                               | 2018 | 49             | Tema de cierre de la tercera temporada de Overlord.             |                                                                |                                                                      |                                     |
| "Union"                                         | 2018 | 15             | - JPN: 100,000+                                                 | - RIAJ: Oro                                                    | Tema de apertura de SSSS.Gridman.                                    | Reunion                             |
| "Golden After School"                           | 2019 | 47             |                                                                 |                                                                | Primer tema de cierre de la tercera temporada de Daiya no Ace        | Reunion                             |
| "Everlasting Dream"                             | 2020 | 44             |                                                                 | Segundo tema de cierre de la tercera temporada de Daiya no Ace |                                                                      | Reunion                             |
| "Hollow Hunger"                                 | 2022 | 43             | - JPN: 1,674 (fís.) - JPN: 34,662 (dig.)                        |                                                                | Tema de apertura de la cuarta temporada de Overlord.                 |                                     |
| "Highest"                                       | 2022 | 67             | - JPN: 4,635 (dig.)                                             |                                                                | Tema de apertura de Kage no Jitsuryokusha ni Naritakute!.            |                                     |
| "Grayscale Dominator"                           | 2023 | —              |                                                                 |                                                                | Tema de apertura de Kage no Jitsuryokusha ni Naritakute! 2nd Season. |                                     |